# Bo Carlén
Bo Nils Carlén, född 8 februari 1941 i Karlskoga, död 11 december 2012, var en svensk musiker (trummor). Han var medlem i dansbandet Sten & Stanley 1962–1975 och spelade därefter under eget namn i Bosse Carléns orkester.